# 반고전론
물리학에서 반고전론(半古典論, 영어: semiclassical theory) 혹은 준고전론(準古典論)은 고전역학과 대응원리에 기반하여 고전역학을 응용하는 양자역학의 근사이론이다. 반고전론적인 근사 방법은 대표적으로, 플랑크 정수를 고전 역학과 양자 역학을 연결시키는 섭동 파라미터로 취급하는 것이나, 슈뢰딩거 방정식의 근사해를 구하는 WKB 근사나, 양자역학적 전이 확률을 두 상태를 연결하는 경로의 중첩으로 표현하는 파인만 경로 적분 및 그 고전 궤도에 기반한 해석, 응집물리에서 전자파속을 고전 입자로 취급하는 것 등이 있다. 양자 혼돈(Quamtum Chaos) 연구에서는 EBK 양자화나 구츠빌러(Gutzwiller)의 추적식 등의 논의로 고전역학과 양자역학의 대응원리 자체에 대한 이해도 주요 토픽이 되고 있다.

## 참고문헌
- M. V. Berry and K. E. Mount, "Semiclassical approximations in wave mechanics," Reps. Prog. Phys. 35, pp. 315-397 (1972) doi:10.1088/0034-4885/35/1/306

## 같이 보기
- 고전역학
- 보어 모형
- 양자역학
- 에이콘 근사
- 초기 양자론
- 파인만 경로 적분
- WKB 근사